# 三民村站
三民村站是一个陇海线上的铁路车站，位于陕西省西安市莲湖区三民村，建于1955年，目前为三等站，邮政编码为710086。目前客运：办理旅客乘降；不办理行李、包裹托运；货运：仅办理专用线、专用铁道整车货物发到。